# Lise Bésème-Pia
Lise Bésème-Pia, née le 20 mai 1944 à Sécheval, Ardennes, est une femme de lettres, folkloriste et gastronome ardennaise.

## Biographie
Née le 20 mai 1944 à Sécheval, elle exerce à partir de 1960 comme préparatrice en pharmacie à Renwez, à quelques kilomètres de là, le chef-lieu de canton à la lisière de la forêt ardennaise,. En 1966, elle se marie avec Daniel Bésème. Après la naissance de deux enfants dans les années 1970, la mobilité géographique induite par la profession de son mari entraîne la famille dans la Marne, en pays vigneron, tout en conservant une maison familiale à Sécheval, une vieille demeure ardennaise.
Devenue femme au foyer, avec des enfants qui grandissent, elle se passionne pour les traditions orales, recettes de cuisine, tours de main et saveurs, histoires locales, légendes, particularités linguistiques, anciennes coutumes, etc., autant celles de son pays natal que des vignerons marnais, ses deux terroirs de prédilection, ou d'autres lieux (y compris de Vendée et de Bretagne d’où une partie de la famille de son mari est originaire). À partir de 1978, elle prend l'habitude de collecter ses échanges avec les anciens, ou les voisins,  sur des cahiers d'écolier. Elle complète ces bavardages par des investigations dans les bibliothèques et archives, amassant ainsi une matière éphémère à la manière d'un Albert Meyrac, un siècle après celui-ci,,.
En 1988, un de ses amis, Henri Vastine, créateur du Musée de la Forêt de Renwez, et propriétaire d’une imprimerie dans la vallée de la Meuse, l'encourage à faire imprimer, en s'appuyant sur ces collectes, un ouvrage sur le patois ardennais, accompagnant une monographie de Sécheval. C'est son premier livre, édité en mars 1989 : Mon enfance à Sécheval, le parler de chez nous. Quelques années après, la mise au pilon d'un des rares ouvrages de recettes ardennaises, (un ouvrage de Monique Esquerré-Anciaux aux Éditions Denoël) la décide à rédiger un livre sur ce thème, 300 Recettes du Pays d’Ardenne. Sur les conseils d'un libraire d’Épernay, Jean-Charles Vaillant, elle entre en contact avec l'éditeur Dominique Guéniot, installé à Langres. Le succès des deux publications la surprennent. La première, longtemps épuisée, a été rééditée en 2011. La seconde, primée par l'Académie Nationale de Cuisine, a fait l'objet régulièrement de nouveaux tirages et, complétée de quelques recettes supplémentaires, est devenue, en 2010, 365 Recettes du pays d’Ardenne, « un livre imprégné de transmission et de générosité en cuisine » selon Jacky Durand du quotidien Libération,.
Et depuis, elle écrit. Elle a plus d'une cinquantaine d'ouvrages à son actif. Sa publication consacrée au biscuit rose de Reims, en 1999, est accueillie avec curiosité et intérêt bien au-delà de la région Champagne-Ardenne. Elle recueille aussi, des générations précédentes, des souvenirs telles les recettes pendant l'occupation allemande en 1940-1945. Ses ouvrages culinaires incorporent très souvent des éléments de ses «enquêtes ethnologiques». Bien que restée fidèle à ses premiers éditeurs, elle est sollicitée en  2005, par les Éditions Flammarion, pour qui elle réalise en 2006, les Recettes traditionnelles de nos campagnes, puis en 2007 les Cakes des grand-mères. Elle continue également, en parallèle, à aborder et à mettre par écrit d'autres traditions orales, telles les Flaves drolatiques en patois de notre village en 1999, le Folklore des dents en Champagne-Ardenne en 2010, ou encore, par exemple, Peau de lait et Cie en 2012.

## Principales publications
- Mon enfance à Sécheval, le parler de chez nous, préface de Bernard Stasi,  Imprimerie Vastine, Revin, nouvelle édition (augmentée) en 2011 aux Éditions Dominique Guéniot, Langres.
- 300 Recettes du Pays d'Ardenne, éditions Dominique Guéniot, Langres, 1992, primé à l’Académie Nationale de Cuisine, Paris, 1992.
- Recettes spéciales, bizarres ou drôles de notre village, illustrations de Rémy Pia, imprimerie Binet, Rethel,  1992.
- Les cucurbitacées, imprimerie Binet, Rethel, 1993.
- La cuisine de l'homme des bois,  illustrations de Florence Tedeschi et Rémy Pia, imprimerie Binet, Rethel, 1993.
- Recettes de l’Ouest-Atlantique, préface de Philippe de Villiers, éditions Dominique Guéniot, Langres, 1993.
- Saint-Nicolas et Noël en Lorraine-Champagne-Ardenne, éditions Terres Ardennaises, 1993.
- Recettes de l'Ardenne Française et Belge, illustrations de Fabrice Dehoche, Florence Tedeschi, Remy Pia, éditions Dominique Guéniot, Langres, 1995.
- La Salade au Lard, éditions Dominique Guéniot, Langres, 1995.
- La cuisine rustique de la Champagne, préface de Patrick Demouy, éditions Dominique Fradet, 1996.
- Le livre des boissons, (petites boissons des campagnes), éditions Dominique Guéniot, Langres, 1997.
- Lexique du paysan et du vigneron champenois, imprimerie Binet, Rethel, 1997.
- Flaves drolatiques en patois de notre village, illustrations de Yves Kretzmeyer, Florence Tedeschi, Rémy Pia, imprimerie Binet, Rethel, 1999.
- La cuisine au champagne (des vigneronnes champenoises), illustrations de Florence Tedeschi, imprimerie Binet, Rethel, 1999.
- Le biscuit rose de Reims (Histoire, Recettes, Anecdotes), préface de Patrick Poivre d’Arvor, illustration de Dominique Thibault, 1999, éditions du Coq à l’Âne, Reims, nouvelles éditions en 2004 et 2006 (augmentées de nouvelles recettes).
- La cuisine au champagne, d’hier à aujourd’hui, éditions du Coq à l’Âne, Reims, 2000.
- Mes confitures sauvages, éditions Dominique Guéniot, Langres, 2000.
- Le pain d’épice de Reims, de Dijon (et d’ailleurs), éditions du Coq à l’Âne, Reims, 2001.
- Moutardes et Vinaigres à Reims (en Champagne-Ardenne et ailleurs), préface d’Arnaud Lallement, éditions du Coq à l’Âne, Reims, 2002.
- Coutumes et recettes du temps des fêtes en Champagne-Ardenne, éditions du Coq à l’Âne, Reims, 2003, réédité en 2006.
- Recettes ardennaises de nos grands-mères, Romorantin, éditions CPE, 2005, nouvelle présentation en 2011.
- Croquer la pomme en Champagne-Ardennes, Romorantin, éditions CPE, 2006.
- Confitures et chutneys rares du potager, en collaboration avec Andrée Tortuyaux-Cuif, Saint-Cyr-sur-Loire, éditions Alan Sutton, 2006.
- Recettes traditionnelles de nos campagnes, éditions Flammarion, Paris, 2006.
- Cakes de grand-mère, salés, sucrés, épicés, éditions Flammarion, Paris, 2007.
- Recettes champenoises de nos grands-mères, Romorantin, éditions CPE, 2007, nouvelle présentation en 2011.
- La cuisine au champagne, Romorantin, éditions CPE, 2008.
- L’asperge blanche de Champagne, Saint-Cyr-sur-Loire, éditions Alan Sutton, 2008.
- Histoire d’une mère cuisinière ardennaise, Ginette Delaive-Lenoir, éditions Dominique Guéniot, Langres, 2008.
- A la table des saints en Champagne-Ardenne, éditions Dominique Guéniot, Langres, 2008.
- Le temps des cerises en Ardennes, En collaboration avec Nathalie Diot, photographies couleur de Jean-Marie Lecomte, éditions Noires Terres, Louvergny, 2009.
- Mes recettes de courgettes (salées et sucrées), éditions Artémis, Chamalières, 2009.
- Folklore des dents en Champagne-Ardenne -à l’usage des dentistes, des patients et des petits enfants..., éditions Dominique Guéniot, Langres, 2010.
- Légumes anciens des potagers de la Champagne-Ardenne et de l’Aisne, en collaboration avec Alain Huon, photographies de Julien Oudet, éditions Dominique Guéniot, Langres, 2010.
- 365 Recettes du pays d’Ardenne, éditions Dominique Guéniot, Langres, 2010.
- Tartines et Casse-Croûte du Nord-Est de la France, éditions Dominique Guéniot, Langres, 2011.
- Patois ardennais ; le parler de mon village, préface de Pierre Cordier, Maire de Neufmanil, dessins humoristiques d’Yves Kretzmeyer, éditions Dominique Guéniot, Langres, 2011.
- Carnet de recettes de Champagne Ardenne, éditions Ouest-France, 2012.
- Peau de lait et Cie, Les Éditions du terroir champenois-ardennais, Charleville-Mézières, 2012.